# Parque nacional de Chichibu Tama Kai
El parque nacional Chichibu-Tama-Kai (秩父多摩甲斐国立公園, Chichibu Tama Kai Kokuritsu Kōen) es un parque nacional de Japón situado en la intersección de las prefecturas de Saitama, Yamanashi, Nagano y Tokio.
Con ocho picos de más de 2000 m repartidos en 1250 km², hay numerosas rutas de senderismo y antiguos santuarios. Los puntos más conocidos son el monte Mitsumine (三峰山, Mitsumine-san), que alberga el santuario Mitsumine, de 2000 años de antigüedad; y el monte Mitake, con el santuario Musashi-Mitake. En el parque nacen ríos importantes como el Arakawa, el Shinano, el Tama y el Fuefuki (río Fuji).

## Zonas populares

### Lado de la metrópolis de Tokio
Los principales puntos de interés son el monte Mitake (929 m) y el monte Mito (1528 m).
El monte Mitake está situado en el límite oriental del parque nacional. Ha sido venerado como montaña sagrada desde la antigüedad. En su cima se encuentra un santuario sintoísta, el santuario Musashi-Mitake (武蔵御嶽神社, Musashi Mitake Jinja), que se estableció durante el reinado del emperador Sujin en el año 90 a. C. El edificio alberga una estatua de Zaōgonge realizada en el año 736. En la actualidad, un servicio de teleférico permite a los visitantes un fácil acceso.
El monte Mito consta de tres picos: el pico Mito occidental (1.527 m), el pico Mito central (1.531 m) y el pico Mito oriental (1.528 m). La montaña forma parte de una sección septentrional de la cresta de Oku-takao (奥高尾縦走路, Oku-takao Jūsōro) que va hacia el noreste desde el monte Takao, Hachiōji, Tokio. El monte es famoso por su bosque de Fagus japonica y fue votado como uno de los 100 mejores montes de Japón en 1997. También es el nacimiento del río Aki, un importante afluente del río Tama.

### Parte de la Prefectura de Saitama
Las principales atracciones son el Sitio Histórico de Tochimoto Sekisho (栃本関所跡, Tochimoto Sekisho-ato) y el cañón de Nakatsu (中津峡, Nakatsu-kyō).
La ubicación del Sitio Histórico de Tochimoto Sekisho se sitúa en el cruce del Camino Chichibu que atraviesa el Paso Karisaka hacia Kōshū y la Ruta Shinshū que se dirige a Shinshū a través del Paso Jūmonji. Aunque el lugar en la actualidad se encuentra en un pequeño asentamiento en las montañas, en su época de esplendor, muchos viajeros pasaban por este lugar. El sitio histórico ofrece una visión de aquella época en la que el camino era frecuentado por los viajeros.
El cañón de Nakatsu es un cañón que se extiende unos 10 km y está tallado por el río Nakatsu, un afluente del río Arakawa. En particular, alrededor del mes de noviembre muchos visitantes se sienten atraídos por este lugar por el follaje otoñal.

### Parte de la prefectura de Yamanashi
Las principales atracciones son el paso de Daibosatsu (大菩薩峠, Daibosatsu-tōge), el desfiladero de Mitake Shosēn (御岳昇仙峡, Mitake Shosēn-kyō) y el cañón de Nishizawa (西沢渓谷, Nishizawa-keikoku).
El paso de Daibosatsu es un paso famoso por la novela La espada de la perdición de Kaizan Nakazato. El paso reside entre Kōshū, Yamanashi, y Kosuge, Yamanashi, y se eleva a 1897 m. Al norte del paso, a lo largo de la cresta, se encuentra el monte Daibosatu (大菩薩嶺, Daibosatsu-rei), de 2.057 m de altura sobre el nivel del mar. El paso se llama a veces "camino de Hagiwara", "camino de Daibosatu" o "camino de Oume". Históricamente, se utilizaba como un tramo importante, aunque más extenuante, de la ruta Oume, una ruta alternativa al Kōshū Kaidō, que conecta la provincia de Musashi y la de Kai. En 1878, una reforma del cercano paso de Yanagisawa desvió el tráfico del paso de Daibosatsu. En los últimos años, se ha construido un refugio de montaña. La cresta ofrece unas magníficas vistas con un terreno de hierba con flores de fireweed. Alrededor de mayo y octubre el lugar es visitado por muchos excursionistas para ver las flores de fireweed y el follaje de otoño con el teleférico que se extiende hasta el paso de Kamihikawa. 
El desfiladero de Mitake Shosēn es una garganta excavada por un afluente del río Fuefuki situado en el lado norte de la cuenca del Kōfu. A menudo se acorta a la Garganta de Shosēn. Las rocas de granito curvadas en diversas formas por el río embellecen el desfiladero. En 2008, el lugar fue clasificado entre las 100 mejores vías fluviales por el Ministerio de Medio Ambiente. El lugar está habitado por una gran población de aves. Los visitantes comenzaron a llegar al desfiladero a través del Kōshū Kaidō durante el periodo Edo. En 1964 y en 1972 se abrieron el Teleférico del Desfiladero de Shosēn y la Autopista del Desfiladero de Mitake Shosēn, respectivamente, convirtiéndolo en un importante destino turístico durante todo el año. Durante las temporadas de vacaciones, suelen producirse atascos en la autopista y dificultades para aparcar debido a la escasa disponibilidad. En 1992 se construyó en las inmediaciones el Museo de Arte Shosēnkyō, que exhibe principalmente juegos de sombras y exposiciones de kirigami.
El cañón de Nishisawa es un cañón excavado por el río Fuefuki situado aguas arriba del lago Hirose. Está situado en la parte norte de la prefectura de Yamanashi, al noreste del lago Hirose, al norte del monte Kurogane, al este de los montes Kokushi, Kita Okusenjō y Okusenjō, y al sur de los montes Tosaka y Kobushi. La entrada al cañón se encuentra a lo largo de la Ruta Nacional 140. En las proximidades un área de descanso, la estación de carretera Mitomi, y el túnel Karisaka. El cañón cuenta con cascadas y estanques de arroyos con un sendero bien mantenido. Hacia el final del sendero se encuentra la cascada Nanatsugama-godan (七ツ釜五段ノ滝), una de las 100 mejores cascadas de Japón. Una parte de las antiguas vías del tren, Shirnrin Railway, es visible en el lado opuesto del río.

### Lado de la Prefectura de Nagano
El principal punto de interés es el curso ascendente del río Chikuma (千曲川源流コース). La ruta popular es un sendero montañoso que se extiende desde Mōkiba (毛木場) hasta el monte Kobushi (甲武信岳). Mōkiba es famoso por las azaleas en junio y por la entrada al paso de Jūmonji (十文字峠). El monte Kobushi es una montaña que se encuentra entre la frontera de la prefectura de Saitama y la de Nagano, y se eleva a 2.475 m sobre el nivel del mar. Una teoría sobre los orígenes del nombre cuenta que los tres caracteres Ko (甲), Bu (武) y Shin (信) representan los caracteres iniciales de las antiguas provincias Kōshū (甲州), Bushū (武州) y Shinshū (信州). La montaña también es conocida por ser la fuente del río Chikuma, la parte de la prefectura de Nagano del río Shinano.

## Centros de visitantes
Hay tres centros de visitantes.
- Centro de visitantes de Mitake

El centro de visitantes de Mitake se encuentra en el pueblo de Mitake, a medio camino entre la parte superior del teleférico Mitake-Tozan y el santuario Musashi-Mitake. Se encuentra siguiendo el camino de la izquierda llamado Maint Street desde la estación del teleférico.
Hay guías y mapas en japonés e inglés, así como baños públicos. También se encuentra aquí un pequeño centro de naturaleza.
- Centro de visitantes de Okutama
- Centro de visitantes de Yama-no-furusato